# Filantropizmus

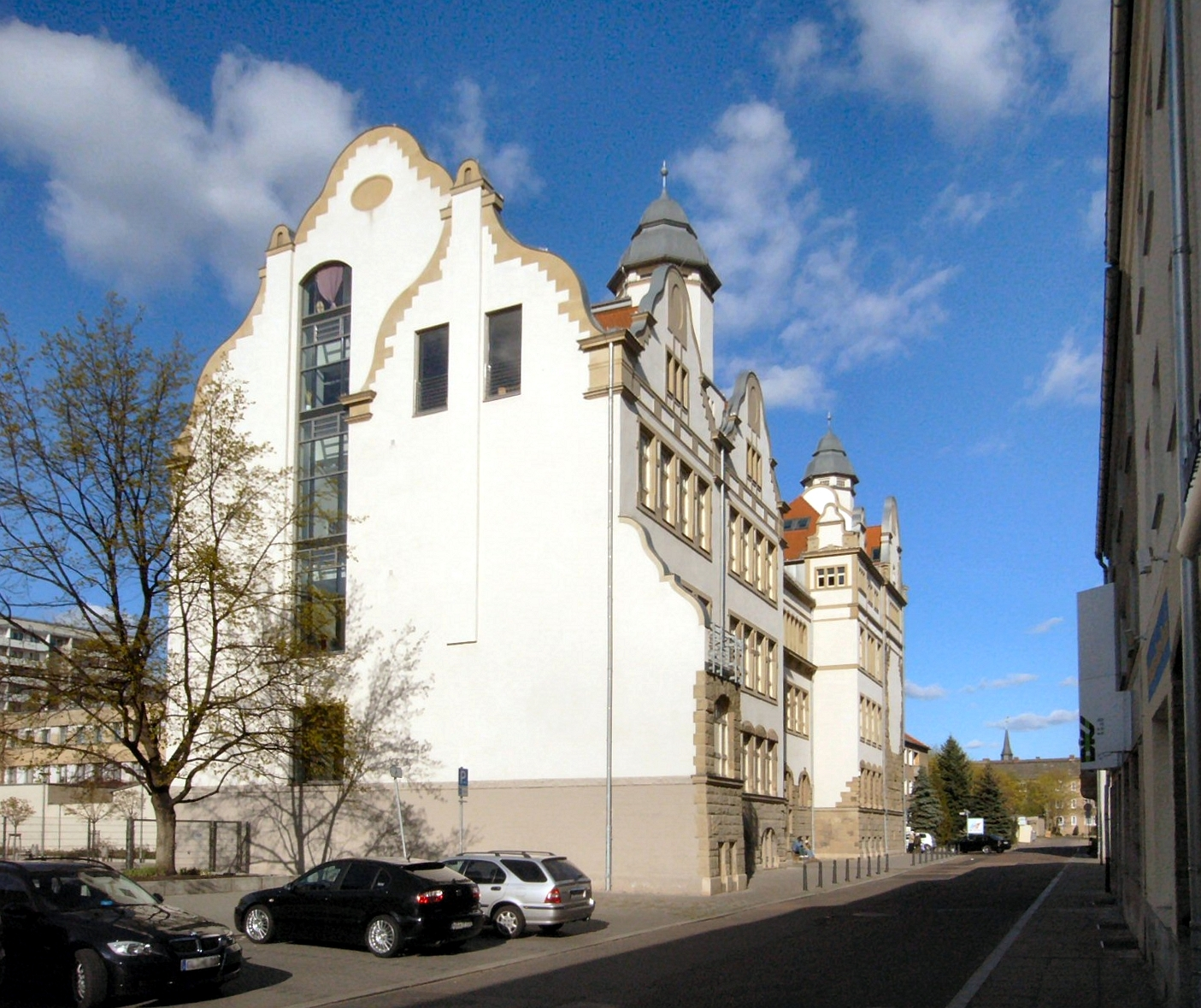
Johann Bernhard Basedow hozta létre az első nevelő intézetet, Filantropinum néven a németországi Dessauban, amely 1774 és 1793 között működött

A filantropizmus pedagógiai reformmozgalom, a nevelés történetében az az irány, amely a 18. század második felében Németországban Rousseau elvei alapján a nevelésnek ésszerűbb, természetesebb és tetszőbb módját akarta meghonosítani. Ez a mozgalom, amelyet Johann Bernhard Basedow indított el, egyfelől a felekezeti külsőségekben megcsontosodott pietizmus, másfelől az akkori humanisták tanítási rendszere ellen fordult, amely semmibe vette a jelent, a jelen követelményeit, de annál inkább rajongott Athén és Róma múltjáért, amely teljesen elhanyagolta a nemzeti nyelvet, de annál nagyobb buzgalommal tanította a görögöt és latint, amely lelkesedett a görögök és rómaiak köztársasági intézményeiért s amellett meghunyászkodott az ízekre szedett Németország apró zsarnokai előtt. Ez ellen a fonák nevelési rendszer ellen szállott különösen síkra a filantropizmus, a felvilágosultságnak ezen új nevelési iránya, amelynek célja volt a gyermekből a közjó szolgálatában álló boldog embert nevelni. Ezen elvek alapján szervezte Basedow, III. Lipót anhalt–dessaui herceg támogatásával, az első nevelő intézetet, Filantropinum néven Dessauban, amely azután már 1795-ben megszűnt. Ennek mintájára azonban számos helyen keletkezett Filantropinum; a sok közül nevezetessé vált a marschlinsi Svájcban, a trittowi Hamburg mellett, amelyet Campe alapított, s a schnepfenthali, amelynek élén Salzmann állt, s amelyet valamennyi között a legkülönbnek tartottak.